# Juan Zuloaga
Juan Zuloaga Estringana (San Sebastián, 25 de febrero de 1884-Segovia, 24 de noviembre de 1968) fue un ceramista español, hijo del también ceramista Daniel Zuloaga, nieto del maestro del damasquinado Eusebio Zuloaga, y primo del pintor Ignacio Zuloaga. Profesor de cerámica y académico correspondiente de Bellas Artes. Durante la Segunda República fue delegado de Bellas Artes y concejal del Ayuntamiento de Segovia.

## Biografía
Este miembro del clan Zuloaga nació en San Sebastián, a diferencia de sus dos hermanas Esperanza, mayor que él, y Teodora, menor que él, nacidas en Madrid. Juan se inició como alfarero y ceramista en el taller familiar, completando su formación en la Escuela Provincial de Artes y Oficios de Segovia y en la Escuela de Cerámica de Sèvres, pensionado en 1911 por la Junta de Ampliación de Estudios e Investigaciones Científicas. En Francia, se puso en contacto con su primo Ignacio Zuloaga y Paco Durrio, amigo del pintor, compartiendo experiencias sobre la cerámica y trabajos en el Museo del Louvre, pero al margen de las vanguardias parisinas. Luego se trasladó a Roma, encontrando en la Academia de España la estética clásica que armonizaba con sus gustos.

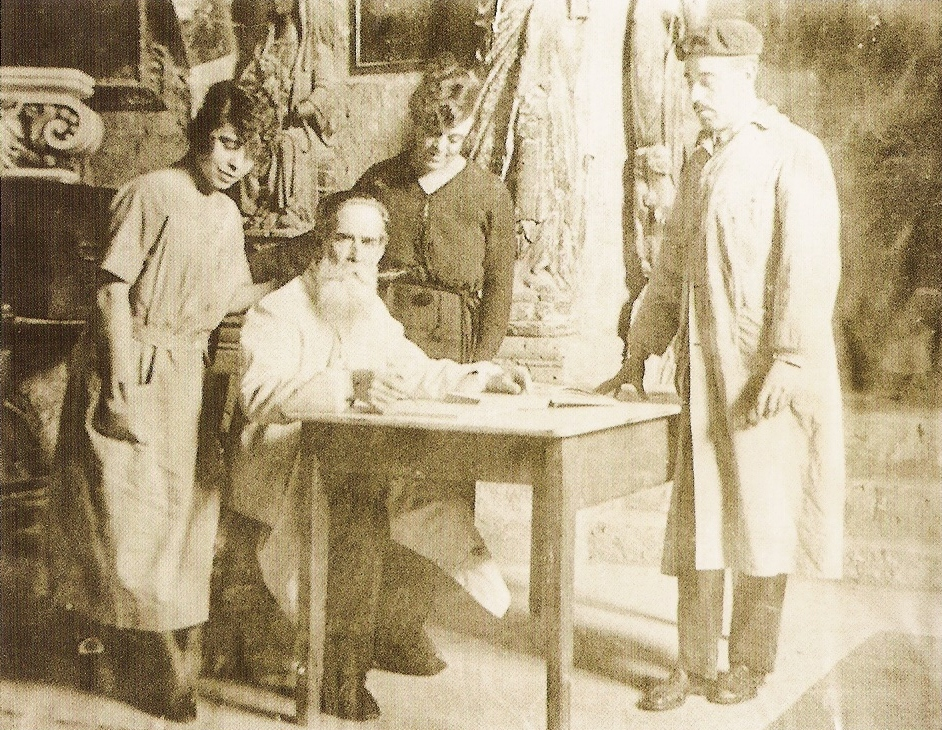
Juan Zuloaga, con boina, junto a su padre y sus hermanas Esperanza y Teodora, en el taller de Segovia

De regreso a España, en 1915 ingresó como profesor en la madrileña Escuela Especial de Cerámica Artística. A la muerte de su padre en 1921, Esperanza y Juan se hicieron cargo del alfar, y en 1925, con el apoyo familiar, se puso en marcha en Segovia la Escuela de Cerámica Artística 'Daniel Zuloaga', empresa que Juan alternaría con el cargo de director de la también segoviana Escuela Elemental del Trabajo. Durante la Segunda República fue delegado de Bellas Artes en la provincia, concejal del Ayuntamiento de la ciudad y miembro correspondiente de la Academia de Bellas Artes de San Fernando.
En el momento de mayor esplendor y actividad del negocio segoviano, la década de 1930, se incorporaron al taller sus hijos Juan y Daniel Zuloaga Olalla. En ese periodo participó con obra propia en numerosas exposiciones nacionales e internacionales. En 1934 se le concedería el Primer Premio en el Concurso Nacional del Ministerio de Instrucción Pública y Bellas Artes, conservándose sus obras en el Museo Nacional de Artes Decorativas.
La guerra civil española y la Segunda Guerra Mundial, como en otros muchos medios, resultaron letales para la continuación del taller alfarero; y así, en 1947 se vendió la iglesia de San Juan de los Caballeros al estado español y que acabaría declarándola Museo y Escuela de Cerámica “Daniel Zuloaga”.
En 1951, animados por Fernando Arranz que había sido alumno aventajado en el taller segoviano de los Zuloaga, Juan y su hijo Daniel partieron para Argentina para crear y dirigir la escuela de cerámica de Mar de Plata. Pero pronto, Juan, enfermo, tuvo que regresar a España.
Muy unido siempre a su hermana Esperanza, la muerte de ella a los 55 años, en 1957, marcaría el inicio de una serie de pérdidas que le afectarían profundamente. Así, se sumarían las muertes de su otra hermana, Cándida, y la de su hijo primogénito (Juan).
Juan Zuloaga Estringana murió en Segovia el 24 de noviembre de 1968, dejando a "Tolola" a cargo del museo hasta la muerte de esta en 1976.